# Statstjänarnas samorganisation
Statstjänarnas samorganisation var ett av flera försök att etablera en facklig samarbetsorganisation på det statliga avtalsområdet åren 1909-1923.

## Statstjänstemännens riksförbund
Fackförbunden inom det statliga avtalsområdet har vid olika tidpunkter sökt samarbete med varandra. 1907 tog Svenska postmannaförbundet initiativ till en gemensam förhandlingsorganisation och 1909 bildades Statstjänstemännens riksförbund med medlemsorganisationerna Svenska postmannaförbundet, Telegraf- och rikstelefonarbetareförbundet, Statens vaktmästareförening och Telegraftjänstemännens förening. Men verksamheten upphörde efter bara en kort tid.

## Statstjänarnas samarbetskommitté
1915 gjordes ett nytt försök med organiserat samarbete och Statstjänarnas samarbetskommitté bildades av Svenska postmannaförbundet, Svenska järnvägsmannaförbundet och Telegraf- och telefonmannaförbundet. Senare tillkom Sveriges lokomotivmannaförbund. Sveriges fångvårdsmannaförbund och Arméns civila personals förbund. Kommittén, som bildades under första världskriget, hade som huvudsyfte att bevaka de statsanställdas dyrtidstillägg.

## Statstjänarnas samorganisation
1921 bildades Statstjänarnas samorganisation, vars uppgift var att underlätta samarbetet mellan fackförbunden inom de statliga kommunikationsverken. Medlemmar var Svenska postmannaförbundet, Sveriges lokomotivmannaförbund, Statens vattenfallsverks tjänstemannaförening, Telegrafverkets personalförbund och Telegrafverkets trafikpersonalförbund. De två stora förbunden Svenska järnvägsmannaförbundet och Telegraf- och telefonmannaförbundet stod emellertid utanför. Samorganisationen upphörde 1923 och ersattes då av den bredare Statstjänarnas centralorganisation